# Stigny
Stigny is een gemeente in het Franse departement Yonne (regio Bourgogne-Franche-Comté) en telt 115 inwoners (1999). De plaats maakt deel uit van het arrondissement Avallon.

## Geografie
De oppervlakte van Stigny bedraagt 16,6 km², de bevolkingsdichtheid is 6,9 inwoners per km².
De onderstaande kaart toont de ligging van Stigny met de belangrijkste infrastructuur en aangrenzende gemeenten.

## Demografie
Onderstaande figuur toont het verloop van het inwonertal (bron: INSEE-tellingen).